# ایوب بشرانی
ایوب بن جبرئیل بشرّانی زبان‌شناس و نویسنده سوری در سدهٔ هفدهم میلادی/یازدهم هجری بود که فرهنگنامه‌هایی نگاشت، از جمله قاموس در زبان‌های سریانی و عربی و لاتینی.